# Stan Laurel
Stan Laurel (właśc. Arthur Stanley Jefferson; ur. 16 czerwca 1890 w Ulverston, zm. 23 lutego 1965 w Santa Monica) – angielski aktor, komik, scenarzysta i reżyser filmowy. W 1961 został uhonorowany honorowym Oscarem za wybitne osiągnięcia w twórczości filmowej.
Znany głównie z występów z Oliverem Hardym, z którym stworzyli duet komediowy Flip i Flap.

## Życie prywatne
Stan Laurel pochodził z rodziny artystów. Jego ojciec, dyrektor teatru Arthur J. Jefferson (1863–1949) i matka, aktorka Margaret Metcalfe (1860–1908), związani byli z Old Blyth Theatre Royal w Blyth.
Był pięciokrotnie żonaty. Z pierwszego małżeństwa urodziło się dwoje dzieci, córka Lois (1927–2017) i syn Robert (ur. 1930), który zmarł dziewięć miesięcy po narodzinach. Jego piątą i ostatnią żoną od 1946 do śmierci była rosyjska aktorka Ida Kitajewa (1899–1980).
Zmarł wskutek ataku serca w wieku 74 lat. Został pochowany na cmentarzu Forest Lawn w Los Angeles.

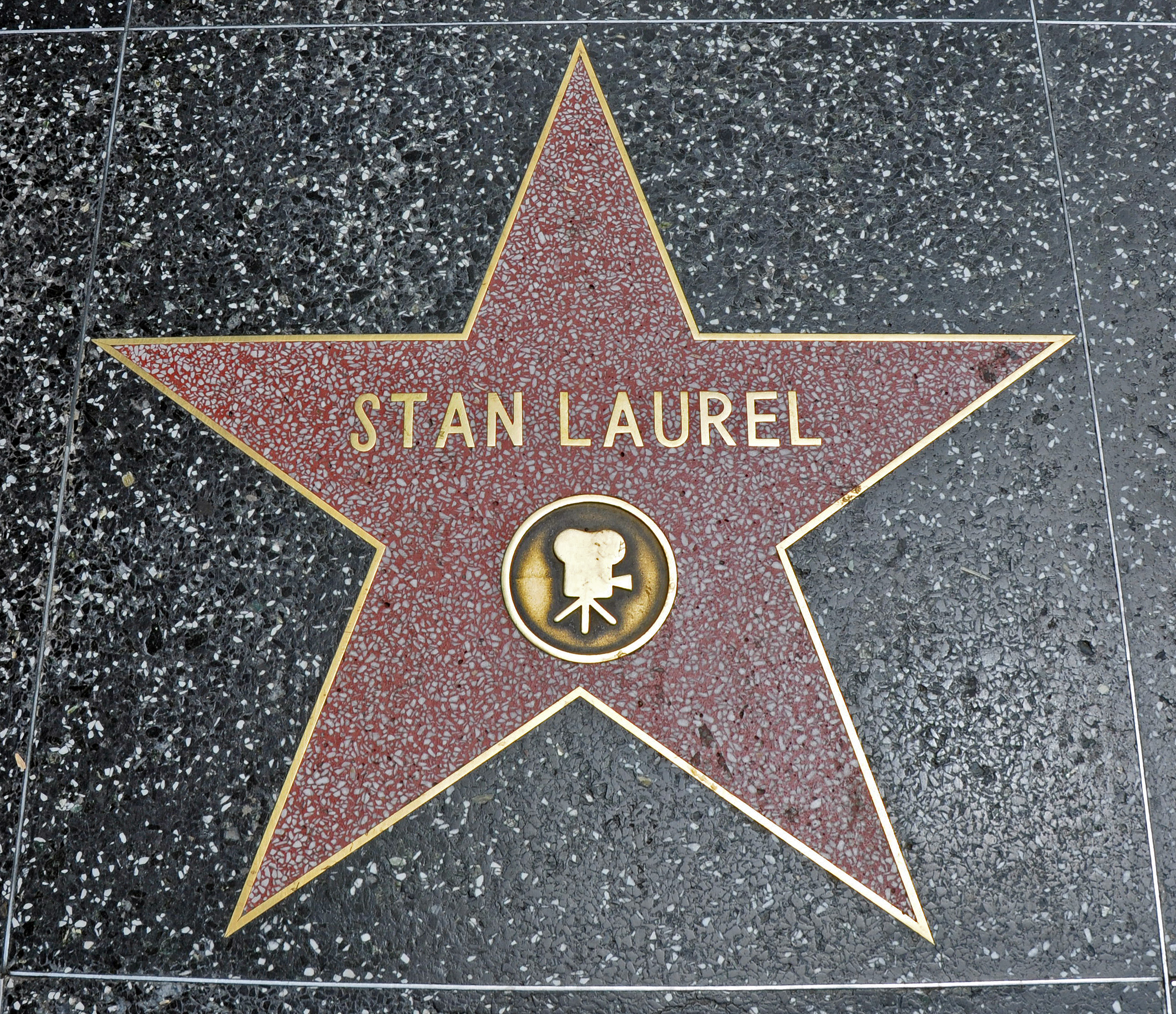
Gwiazda Laurela na Hollywood Walk of Fame w Los Angeles

## Filmografia
- 1921: Szczęśliwy pies (A Lucky Dog)
- 1926: 45 minut z Hollywood (Forty-Five Minutes from Hollywood)
- 1927: Bitwa stulecia (The Battle of the Century)
- 1927: Kacza zupa (Duck Soup)
- 1930: Pieśń skazańca (The Rogue Song)
- 1933: Flip i Flap: Brat diabła (The Devil’s Brother)
- 1934: Flip i Flap w krainie cudów (Babes in Toyland)
- 1935: Flip i Flap: Indyjscy piechurzy (Bonnie Scotland)
- 1936: Cygańskie dziewczę (The Bohemian Girl)
- 1938: Zakute łby (Block-Heads)
- 1939: Flip i Flap w Legii Cudzoziemskiej (The Flying Deuces)
- 1940: Głupek w Oksfordzie (A Chump at Oxford)
- 1940: Wilki morskie (Saps at Sea)
- 1943: Flip i Flap: Nauczyciele tańca (The Dancing Masters)
- 1944: Dwaj detektywi (The Big Noise)
- 1945: Flip i Flap: Pogromcy byków (The Bullfighters)
- 1951: Flip i Flap na bezludnej wyspie (Atoll K)

## Nagrody
- 1960: Nagroda Akademii Filmowej, Oscar Honorowy
- 1963: Specjalna Nagroda Gildii Aktorów Ekranowych za całokształt kariery